# Ligia ferrarai
Ligia ferrarai is een pissebed uit de familie Ligiidae. De wetenschappelijke naam van de soort is voor het eerst geldig gepubliceerd in 1990 door Kersmaekers & Verstraeten.